# Max Bastelberger
Max Bastelberger (vollständiger Name Maximilian Joseph Bastelberger, * 19. März 1851 in Würzburg; † 1. Januar 1916 in München) war ein deutscher Arzt und Schmetterlingskundler. 

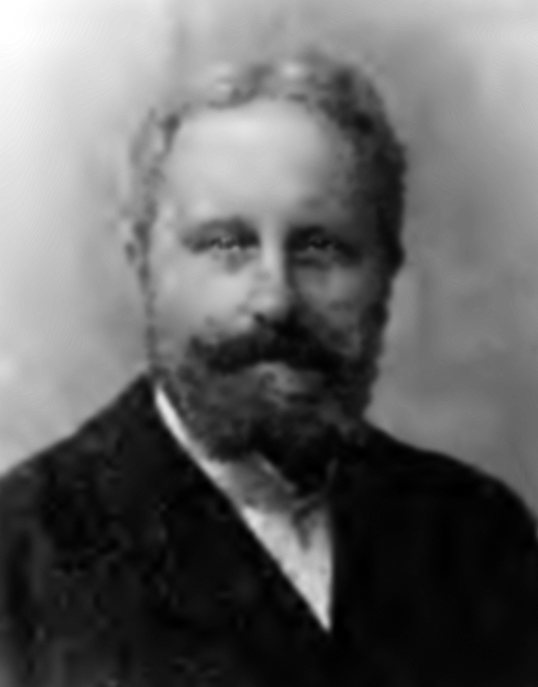
Max Bastelberger (1851–1916)

## Leben
Max Bastelberger wurde als Sohn des Regimentsquartiermeisters Josef Bastelberger in Würzburg geboren. Er trat zunächst in die bayerische Armee ein und nahm am Deutsch-Französischen Krieg 1870/1 als Unterleutnant teil. Er musste 1874 aufgrund einer in diesem Krieg erlittenen Verwundung und ihrer Folgen seinen Abschied nehmen. Während seiner Militärzeit entstand die Publikation: "Die militärischen Reformen unter Mahmud II, dem Retter des osmanischen Reiches, eine militärhistorische Studie". Anschließend studierte er Medizin und wurde 1879 an der Universität Straßburg promoviert (Titel der Dissertation: "Experimentelle Prüfung der zur Drucksinn-Messung angewandten Methoden nebst Angabe einer neuen verbesserten Methode"). 1884 wurde er Abteilungsleiter der Heil- und Pflegeanstalt in Eichberg, heute Erbach (Rheingau) im Rheingau-Taunus-Kreis. 
Bereits während dieser Zeit entwickelte sich sein Interesse für die Schmetterlinge. Seine erste lepidopterologische Publikation erschien 1897. 1905 zog Bastelberger in seine Heimatstadt Würzburg zurück und widmete sich nun verstärkt dem Studium der Entomologie. Seine Publikationsliste umfasst 52 wissenschaftliche Arbeiten, hauptsächlich über die Schmetterlingsgruppe der Spanner (Geometridae). Dabei beschrieb er 351 neue Taxa, vor allem Arten und Gattungen aus Taiwan und Afrika. Die einzige noch heute gültige, in Deutschland vorkommende Art, die von ihm im Jahr 1897 erstbeschrieben wurde, ist Cyclophora quercimontaria. Einen Großteil seiner Sammlung schenkte er dem Senckenberg Museum in Frankfurt/Main. Ein kleinerer Teil seiner Schmetterlingssammlung sowie seine Bibliothek und seine Notizen kamen etwas später an die Zoologische Staatssammlung München.

## Arten, die nach Max Bastelberger benannt sind
Bereits zu Lebzeiten ehrten ihn Kollegen durch die Benennung neuer Arten:
- Alcis bastelbergeri Hans Hirschke, 1908
- Entephria bastelbergeri Rudolf Püngeler, 1902
- Dysphania bastelbergeri Louis Beethoven Prout, 1927
- Eupithecia bastelbergeri Hermann Dietze, 1913
- Zamarada bastelbergeri Max Gaede, 1915

## Veröffentlichungen (Auswahl)
- Die militärischen Reformen unter Mahmud II., dem Retter des osmanischen Reiches, eine militärhistorische Studie. F. A. Perthes, Gotha 1874
- Experimentelle Prüfung der zur Drucksinn-Messung angewandten Methoden nebst Angabe einer neuen verbesserten Methode; eine von der Universität Strassburg gekrönte Preisschrift. Kröner, Stuttgart, Kröner 1879 (= Dissertation Universität Strassburg 1879)
- Weitere Neubeschreibungen exotischer Geometriden in meiner Sammlung. In: Jahrbücher des Nassauischen Vereins für Naturkunde 61, 1908, S. 78–87.
- Besprechung und Beschreibung einiger neuer oder sonst interessanter Arten von exotischen Geometriden im Naturhistorischen Museum zu Wiesbaden. In: Jahrbücher des Nassauischen Vereins für Naturkunde 61, 1908, S. 72–77.
- Beschreibung neuer exotischer Geometriden aus meiner Sammlung. In: Entomologische Zeitschrift 22, 1908, S. 158–159.